# Edward Ofili
Edward Ofili (né le 20 septembre 1957) est un athlète nigérian, spécialiste des épreuves de sprint. 

## Biographie
En 1979, lors des premiers championnats d'Afrique, à Dakar au Sénégal, Edward Ofili remporte le titre du 200 m, et se classe par ailleurs troisième de l'épreuve du 100 m.

### Palmarès
| Date | Compétition            | Lieu  | Résultat | Épreuve | Performance |
| ---- | ---------------------- | ----- | -------- | ------- | ----------- |
| 1979 | Championnats d'Afrique | Dakar | 3e       | 100 m   | 10 s 66     |
| 1979 | Championnats d'Afrique | Dakar | 1er      | 200 m   | 20 s 90     |

### Records
| Épreuve | Performance | Lieu    | Date        |
| ------- | ----------- | ------- | ----------- |
| 100 m   | 10 s 42     | Lagos   | 29 mai 1976 |
| 200 m   | 20 s 87     | Lincoln | 15 mai 1976 |